# STS-41-D
STS-41-Dは、アメリカ航空宇宙局のオービタディスカバリーの初飛行となったミッションである。スペースシャトル計画としては12回目のミッションで、1984年8月30日にフロリダ州のケネディ宇宙センターから打ち上げられた。6日間のミッションの間に3つの商業用通信衛星が軌道に投入され、多数の科学実験が行われた。
ミッションは当初の計画であった1984年6月26日に打上げの6秒前に打上げを中止して以来、2か月以上遅れ、これはスペースシャトル計画として初の打上げの中止となった。

## 乗組員
- 船長 - ヘンリー・ハーツフィールド (2)
- パイロット - マイケル・コーツ（英語版） (1)
- ミッションスペシャリスト1 - マイク・マレーン（英語版） (1)
- ミッションスペシャリスト2 - スティーヴン・ホーリー（英語版） (1)
- ミッションスペシャリスト3 - ジュディス・レズニック (1)
- ペイロードスペシャリスト - チャールズ・ウォーカー（英語版） (1)

## ミッションパラメータ
- 質量:
  - 離陸時:119,511 kg
  - 着陸時:91,478 kg
  - ペイロード:18,681 kg
- 近点:346 km
- 遠点:354 km
- 軌道傾斜角:28.5°
- 軌道周期:90.6分

## ミッションの概要
打上げは、当初、1984年6月26日に計画されていたが、不調のメインエンジンの交換等、いくつかの技術的問題によりスペースシャトル組立棟に戻らなければならず、打上げは2か月以上延期された。再打上げ当日の8月30日にも、自家用機が打上げ施設周辺の制限区域に侵入して6分50秒遅れ、最終的に8時41分(EDT)に打上げが行われた。これは、4度目の打上げの試みであった。6月の打上げの試みは、有人宇宙飛行としてはジェミニ6-A号以来初めて、打上げの直前にエンジンが停止された。

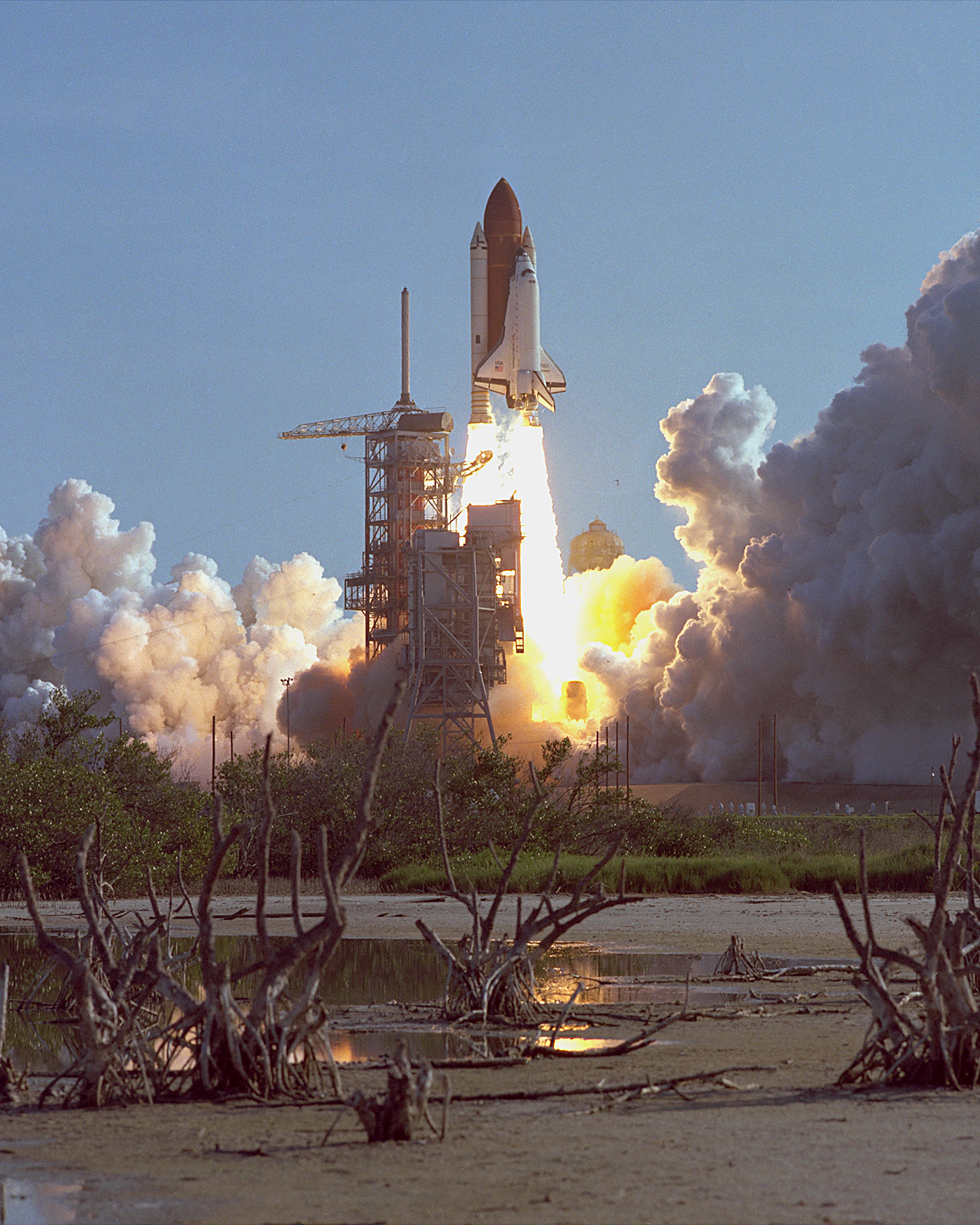
The launch of STS-41-D.

STS-41-Dの打上げが2か月遅れたため、STS-41-Fは中止され（STS-41-Eは既に中止が決まっていた）、STS-41-Fで運ぶ予定だったペイロードは、STS-41-Dで打ち上げられることになった。そのため、ペイロードのカーゴの重量は18,681kgとなり、当時のスペースシャトルでの最高記録となった。
乗組員は6人で、船長はヘンリー・ハーツフィールド、パイロットはマイケル・コーツ、3人のミッションスペシャリストはマイク・マレーン、スティーヴン・ホーリー、ジュディス・レズニック、ペイロードスペシャリストはチャールズ・ウォーカーで、2度目の飛行となるハーツフィールド以外は、全て初飛行であった。また、ウォーカーはマクドネル・ダグラスの社員で、スペースシャトルに搭乗した初の民間のペイロードスペシャリストとなった。
ディスカバリーの第1カーゴには、3つの商業用通信衛星、サテライト・ビジネス・システムズ社のSBS-D、カナダのテレサット社のテルスター3-C、ヒューズ社が作製し、アメリカ海軍に貸し出したリーサット-2が搭載された。リーサット-2は、スペースシャトルから軌道投入するために設計された最初の民間大型衛星であった。3つの人工衛星は全て、軌道への投入、運用に成功した。
その他のペイロードには、幅4.0m、高さ31mで、180mmに折り畳まれたOAST-Iソーラーパネルがある。このソーラーパネルには何種かの異なる実験段階の太陽電池が積まれていた。これは、有人飛行から軌道に投入されたこれまでで最大の構造物であり、将来の国際宇宙ステーションのような大規模構造物のための大きくて軽いソーラーパネルの実現可能性を示した。
マクドネル・ダグラスが資金を提供するContinuous Flow Electrophoresis System (CFES)実験は、生体細胞を用いるもので、これまでのミッションよりも複雑なものであり、ウォーカーは飛行中100時間以上をこの実験に費やした。微重力状態での結晶の成長を観察する学生向けの実験も行われた。このミッションのハイライトは、IMAXカメラを用いて撮影され、後にThe Dream Is Aliveというドキュメンタリー映画にまとめられた。
ミッションは6日間と56分4秒続き、1984年9月5日6時37分(PDT)にエドワーズ空軍基地の第17滑走路に着陸した。ディスカバリーはこの飛行で地球を97周し、401万kmを飛行した。オービタは、9月10日にケネディ宇宙センターに移送された。

## ミッションの徽章
青地に輝く12個の星は、このミッションが当初、STS-12と呼ばれていたことを示している。ディスカバリーの名前がシャトルに繋がる帆船から伸びる赤、白、青のテープに描かれ、これがディスカバリーの処女航海であることを示している。

## 起床コール
NASAでは、ジェミニ計画の時から宇宙飛行士のために音楽をかけ始め、アポロ15号で初めて起床用に用いられた。それぞれの楽曲は、しばしば宇宙飛行士の家族が特別に選んだもので、それぞれの乗組員に特別な意味があるか、日々の活動に適したものである。
| 日    | 曲               | 歌手/作曲家            |
| ----- | ---------------- | ---------------------- |
| 2日目 | "Anchors Aweigh" | チャールズ・ジマーマン |

## ギャラリー

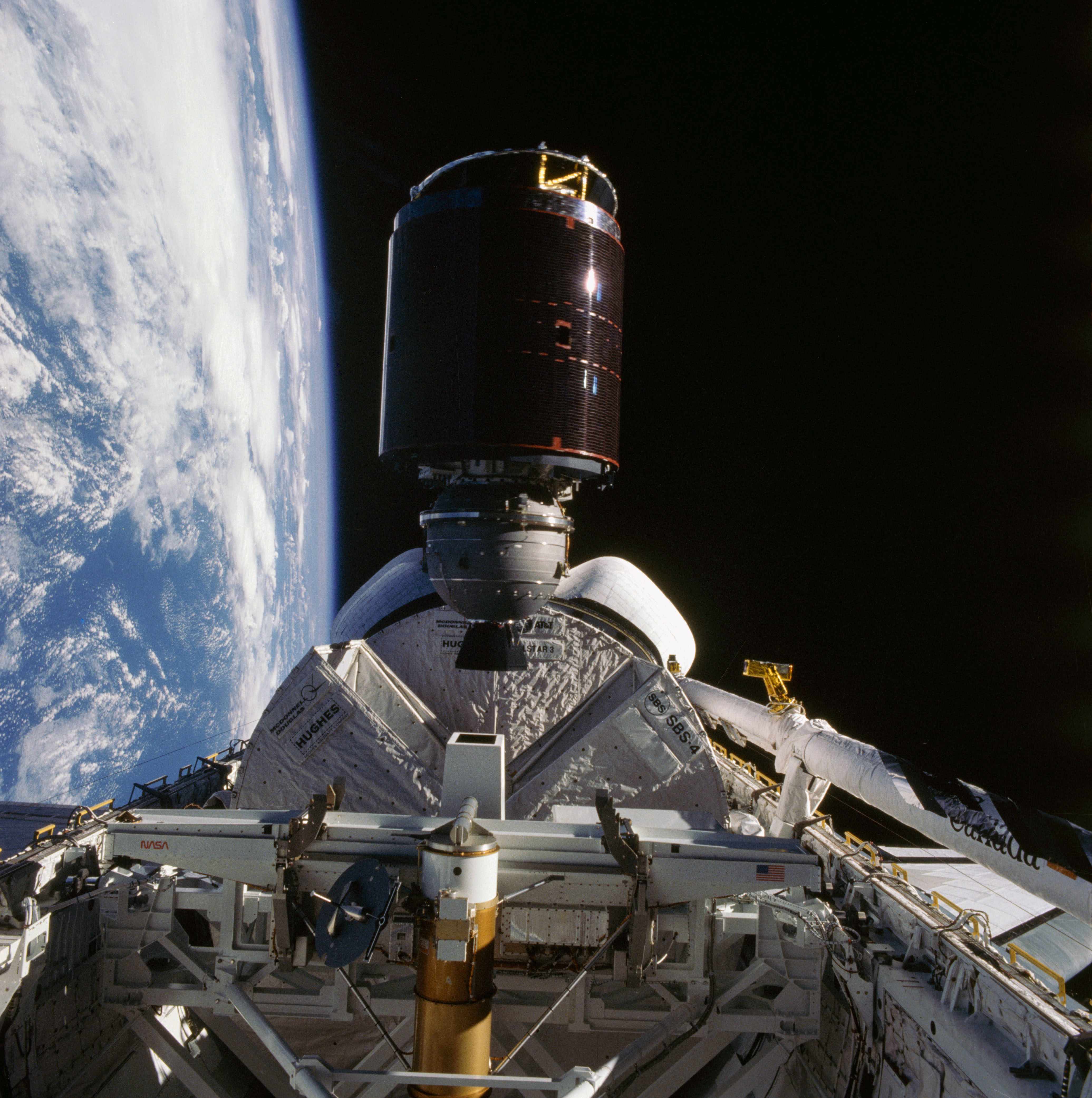
SBS-Dの軌道投入
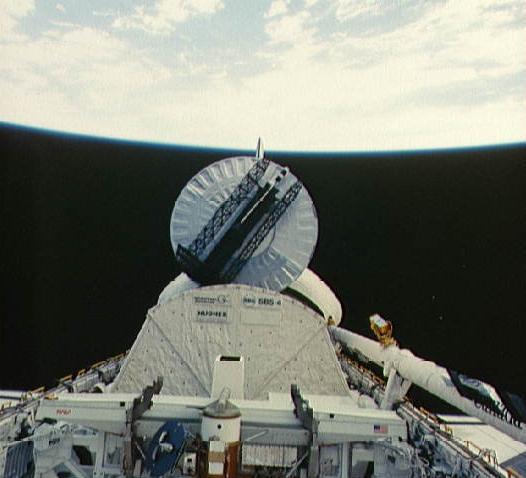
Syncom IV-2の軌道投入
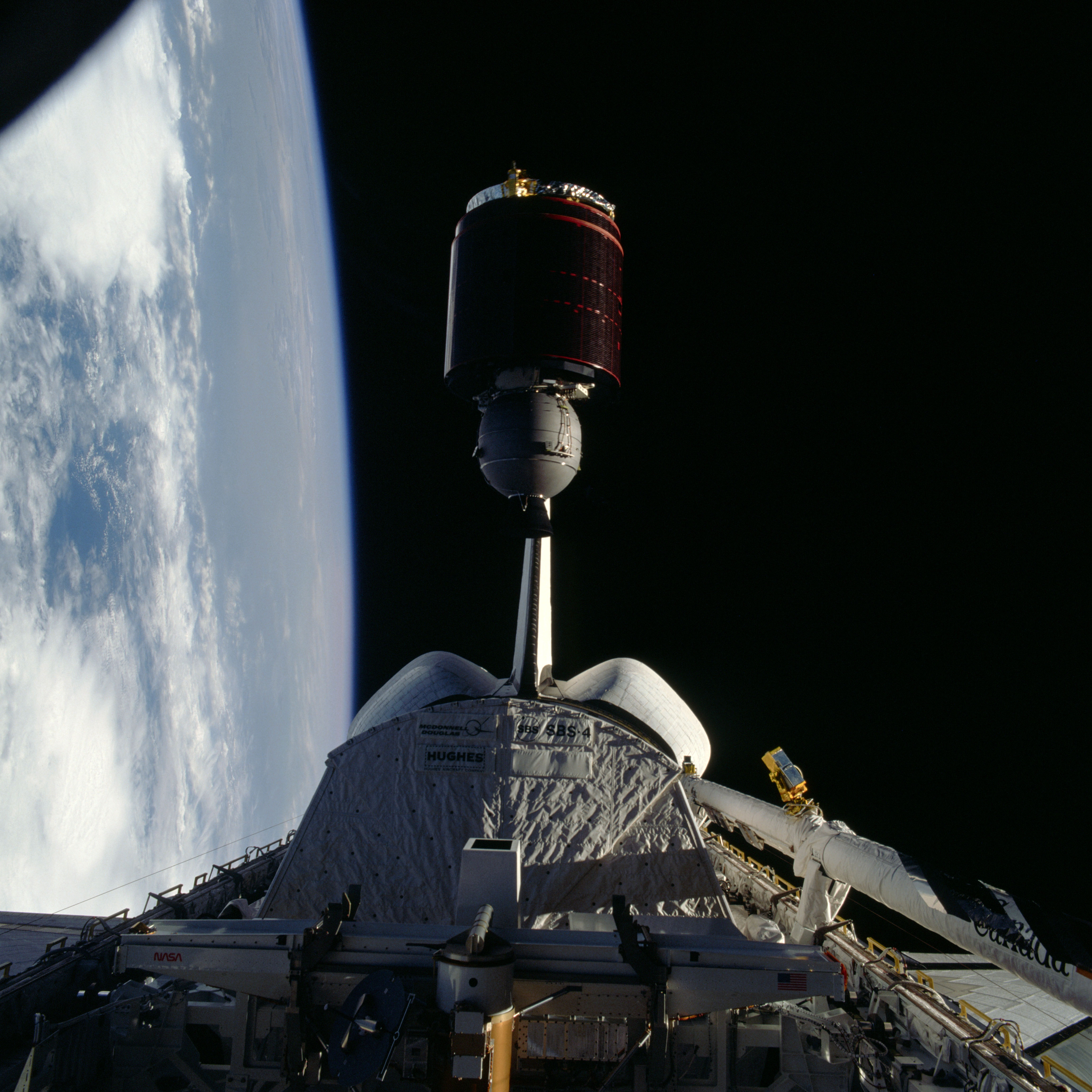
Telstar 3-Cの軌道投入t
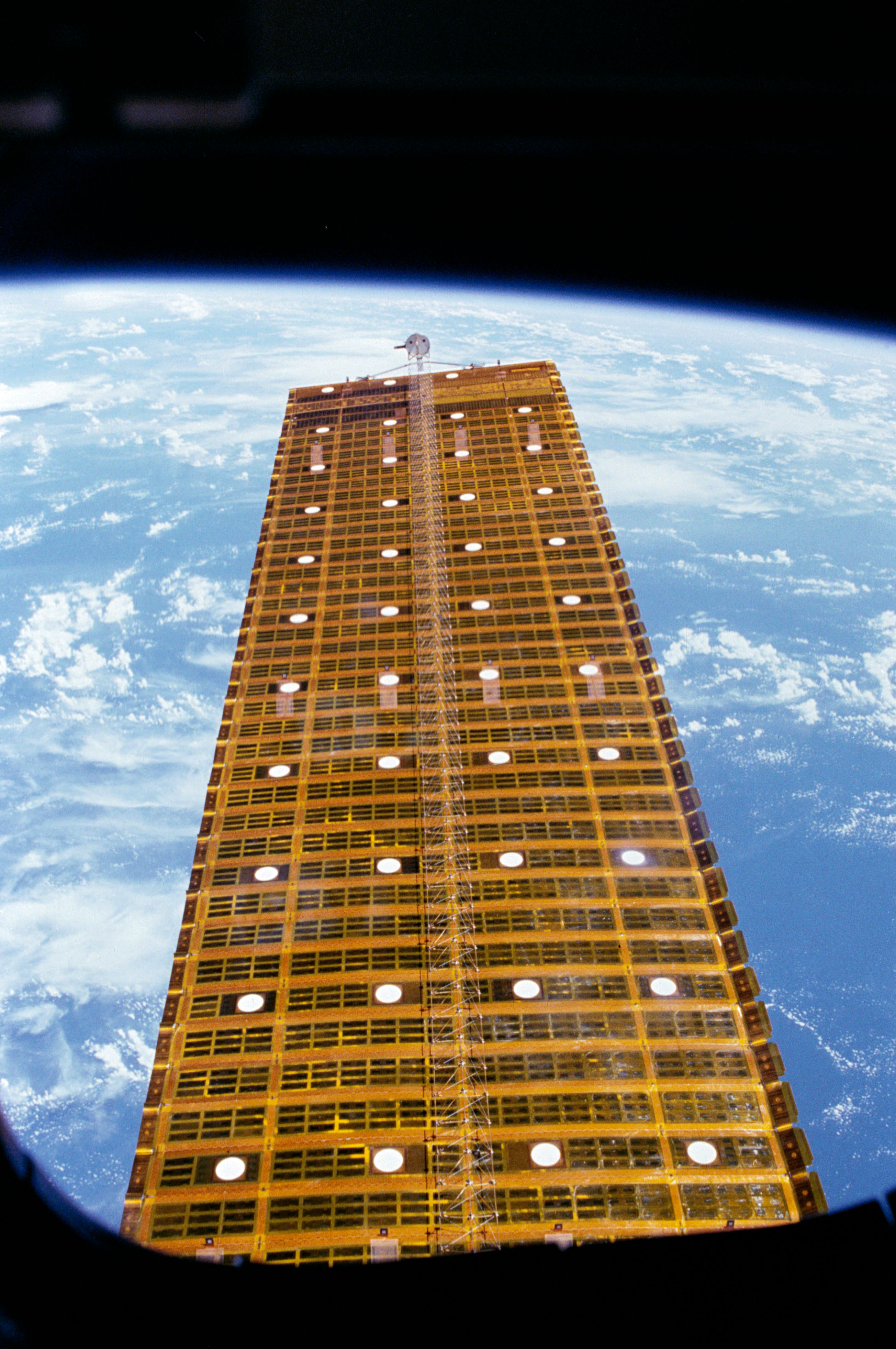
ソーラーパネル